# Ivan I. Etiopski
Ivan I. Etiopski (Geez ዮሐንስ ), vladarskog imena Ailaf Sagad bio je 
etiopski car (neguš negasti) od 1667. do 1682. Ivan I. bio je član Salomonske dinastije, četvrti sin cara Fasilidesa.

## Životopis
Ivana I. Neguš negastijem Etiopije imenovalo je vijeće visokih dostojanstvenika carstva, na poticaj dvorskog majordoma Malke Krestosa. Ostalu braću vijeće je odlučilo zatvoriti na Planini Veni, nastavljajući tako čudnu praksu koju je obnovio car Fasilides.
Povjesničar G.W.B. Huntingford, drži da je Ivan I. veći dio svoje vladavine proveo u vojnim pohodima protiv brojnih ugroza koji su prijetile njegovu carstvu, navodeći kao dokaz za svoju tezu, da je 6 od njegovih danas očuvanih 11 putopisa posvećeno vojnim pohodima. Poduzeo je tri pohoda na pleme Agaw u pokrajine Godžam i Agajmeder, jedan protiv Oromaca, i dva kaznena pohoda na Angot i Lastu - da uguši pobunu Feresa (1677.) i Za Marjama (1679. ).
Car Ivan I. umro je 19. srpnja 1682., a pokopan je u Tedi.

## Ivan I. i pitanje vjere
Njegova vladavina protekla je u brojnim vjerskim kontraverzama, koje su se vukle od vremena kad je Etiopijom vladao njegov djed Susenios I., koji je prihvatio 
katoličanstvo. On je za razliku od djeda nastavio provoditi politiku represije prema katoličkim misionarima, koju je započeo njegov otac car Fasilides. Naredio je svom gerazmaču Mikaelu da protjera sve katolike koji su još živjeli u Etiopiji. Za 
njegove vladavine ubijeno je šest franjevačkih misionara koje je poslao papa Aleksandar VII. Otvoreno je favorizirao armensku crkvu s kojom je dijelio iste stavove o monofizitstvu. Armenska crkva zauzvrat poduzela je nekoliko misija na njegov dvor, te mu jednom prilikom i donijela relikvije etiopskog sveca Evostatevosa koji je umro u Armeniji.
Za njegove vladavine razbuktale su se do usijanja teološke rasprave unutar Etiopske pravoslavne tevahedo crkve o pravoj Kristovoj 
prirodi. Zbog tog je sazvao crkveni sinod na kojem su se sporovi imali riješiti. 
Evostatevoski redovici iz Godžama zastupali su tezu da je preko pomazanja Krist sin postao je istovjetan Ocu, oni su nazvani frakcija pomazanja (Kebat), na njihovu stranu stao je i carev sin Jasu nasuprot njima redovnici iz manastira Debre Libanos ostali su zastupnici tradicionalnog koptskog miafizitstva (jedna od inačica monofizitstva). Ishod tog sinoda ostao je tajna do danas, po jednoj od predaja car Ivan I. bio je prisiljen osuditi - frakciju pomazanja, te se zbog tog i razišao sa sinom. Međutim ima i onih koji tvrde da je carev sin podržavao redovnike iz Godžama iz političkih razloga, jer je tad Godžam bio izuzetno važan. U svakom slučaju, teze iz ovog sinoda ponovno su raspravljane na novom sinodu kojeg je sazvao Jasu kad je postao car 1686.